# ليدي بيتش
ليدي بيتش (بالإنجليزية: Leydy Araceli Pech Marín)‏، المعروفة باسم Leydy Pech ، (1965-) هي مربية نحل من المكسيك وأيضا ناشطة بيئية، وترجع أُصولها إلى شعب المايا. حصلت على جائزة جولدمان البيئية في عام 2020 لعملها ضد زراعة فول الصويا المعدل وراثيا في شبه جزيرة يوكاتان.

## سيرتها الشخصية

### عمل تربية النحل

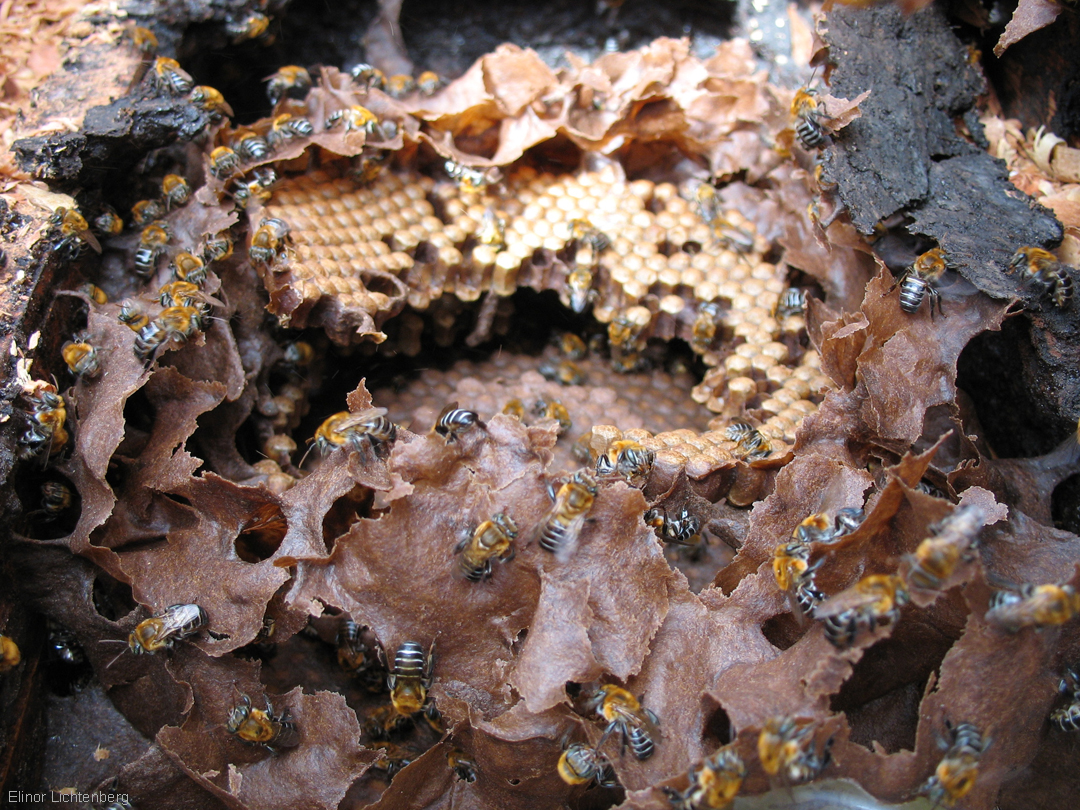
عش نحل Melipona beecheii

تعمل ليدي بيتش بشكل أساسي في تربية النحل. وهي تحتفظ بمجموعة متنوعة من النحل غير اللاسع يسمى Melipona beecheii ، وهو نوع من النحل يُعد جزءًا من ثقافة المايا التقليدية في العديد من المجتمعات لعدة قرون. يقوم نحل ميليبونا بيتشي بصنع خلاياه داخل جذوع الأشجار المجوفة. وفي حين أن معظم النحالين يفضلون استخدام أنواع أخرى من النحل مثل نحل العسل الغربي Apis mellifera ، إلا أن بيتش ومجتمعها يستخدمون Melipona beecheii في محاولة للحفاظ على تقليد استخدام نحل melipona في هذه المنطقة ، والتي تُعرف محليًا باسم Xunaan Kab (سيدة العسل).
تمتلك بيتش هكتارين من الأرض وتقوم بتربية نحل العسل عليها بالطريقة التقليدية. تسعى منظمة بيتش إلى تنمية حس المجتمع من خلال العمل الجماعي لتربية النحل وجمع العسل. تسعى إلى محاكاة مجتمع Ich Eq القريب ، حيث تعمل العائلات معًا وتدعم بعضها البعض للبقاء على قيد الحياة.

### النشاط البيئي
انخرطت بيتش في النشاط البيئي في عام 2000 ، وذلك في نفس الوقت الذي بدأت فيه شركة مونساتو Monsanto في زراعة فول الصويا المُعَدَّل وراثيًا في ولاية كامبيتشي. استمر مستوى توسع الأعمال الزراعة للشركة في الزيادة ، وبحلول عام 2012 كانت الأعمال التجارية الزراعية تحدث على نطاق أوسع. كان لهذه الزيادة في زراعة فول الصويا المعدل وراثيا تأثيرًا سلبيًا على إنتاج العسل في الولاية ، مما أدى إلى انخفاض حصيلة العسل، بل وتلويث العسل. وبالطبع فإن هذا الانخفاض في إنتاجية النحل يُعرض مجتمعات المايا المحلية للخطر بشكل مباشر ، حيث كانت تربية النحل هي الوسيلة الأساسية لكسب قوت يومهم.
لهذا السبب ، أسست بيتش تحالف Muuch Kambal وColectivo Apícola de los Chenes ، وهما مجموعتان قامتا بمقاضاة الحكومة لوقف زراعة هذا النوع من المحاصيل المعدلة وراثيًا. في عام 2015 ، وقضت المحكمة العليا المكسيكية بوجوب استشارة مجتمعات السكان الأصليين قبل زراعة أي محاصيل معدلة وراثيًا. في عام 2017 ، جرى إلغاء الإذنالممنوح لشركة مونسانتو بزراعة البذور المعدلة وراثيًا في كامبيتشي ويوكاتان وخمس ولايات أخرى في المكسيك.
بسبب نشاطها ونجاح مجتمعها ، حصلت بيتش على جائزة جولدمان البيئية في عام 2020 ، وهي جائزة تُعتبر جائزة نوبل البيئية. أشارت المنظمة التي قدمت الجائزة إلى أن بيتش تعرضت للتمييز من قِبل شركة مونسانتو ومحاميها ، الذين ألمحوا إلى عدم تصديقهم أن امرأة هزمتهم. ووفقًا لبيش ، فإن الجائزة «تمثل اعترافًا بعمل مجتمعات المايا في منطقة تشينز (منطقة كامبيتشي) ووحدة أراضي المايا». وقالت في الحفل الذي أقيم افتراضيا (أونلاين):